# 아이다이이가쿠부미나미구치역
아이다이이가쿠부미나미구치역(일본어: 愛大医学部南口駅)은 일본 에히메현 도온시에 위치한 이요 철도 요코가와라 선의 철도역이다. 역 번호는 IY 23이며, 단선 승강장 1면 1선의 구조를 갖춘 지상역이다.

## 타는 곳
| 1 | ■ 요코가와라 선 | 상행 | 우메노모토 · 구메 · 마쓰야마시 방면 |
| 1 | ■ 요코가와라 선 | 하행 | 요코가와라 방면                     |

## 역 주변
- 에히메 대학 의학부 · 부속 병원
- 일본 국립병원기구 에히메 의료 센터

## 역사
- 1981년 8월 10일 : 개업.
- 2015년 3월 31일 : 역사가 신축되어 유인역으로 전환.

## 인접 역
| 이요 철도 요코가와라 선      | 이요 철도 요코가와라 선 | 이요 철도 요코가와라 선          |
| ---------------------------- | ----------------------- | -------------------------------- |
| IY 22 미나라 마쓰야마시 방면 | ■ 요코가와라 선         | 요코가와라 IY 24 요코가와라 방면 |